# Grenada világörökségi helyszínei
Grenada területéről eddig egy helyszín sem került fel a világörökségi listára, három helyszín a javaslati listán várakozik felvételre. 
| Név                                                                                       | Kép | Típus      | Kritérium           | Év   | Link |
| ----------------------------------------------------------------------------------------- | --- | ---------- | ------------------- | ---- | ---- |
| Grenadine-szigetek Grenada, valamint Saint Vincent és a Grenadine-szigetek közös jelölése |     | vegyes     | III, IV, V, VIII, X | 2013 |      |
| St. George's erődrendszere                                                                |     | kulturális | II, IV              | 2004 |      |
| St. George's óvárosa                                                                      |     | kulturális | II                  | 2004 |      |